# Fiona Sneddon
Fiona Sneddon (* 8. Juli 1981) ist eine schottische Badmintonspielerin. 

## Karriere
Fiona Sneddon gewann nach mehreren Juniorentiteln und Bronze bei der Junioren-Europameisterschaft 2000 ihren ersten nationalen Titel bei den Erwachsenen in Schottland. Ein weiterer Titelgewinn folgte 2003. 1999 nahm sie an den Badminton-Weltmeisterschaften teil, 2002 an den Commonwealth Games, wo sie Bronze mit dem Team erkämpfen konnte. Bei den Irish Open 2000 wurde sie Dritte im Einzel.

## Sportliche Erfolge
| Saison | Veranstaltung                       | Disziplin   | Platz | Name                         |
| ------ | ----------------------------------- | ----------- | ----- | ---------------------------- |
| 1997   | Schottland: Juniorenmeisterschaften | Dameneinzel | 1     | Fiona Sneddon                |
| 1998   | Schottland: Juniorenmeisterschaften | Dameneinzel | 1     | Fiona Sneddon                |
| 1998   | Schottland: Juniorenmeisterschaften | Damendoppel | 1     | Fiona Sneddon / Carol Tedman |
| 1999   | Junioren-Europameisterschaft        | Damendoppel | 3     | Fiona Sneddon / Carol Tedman |
| 2000   | Schottland: Juniorenmeisterschaften | Mixed       | 1     | Robert Blair / Fiona Sneddon |
| 2000   | Schottland: Einzelmeisterschaften   | Dameneinzel | 1     | Fiona Sneddon                |
| 2003   | Schottland: Einzelmeisterschaften   | Dameneinzel | 1     | Fiona Sneddon                |

## Referenzen
- Fiona Sneddon beim Badminton-Weltverband

| Personendaten    | Personendaten                  |
| ---------------- | ------------------------------ |
| NAME             | Sneddon, Fiona                 |
| KURZBESCHREIBUNG | schottische Badmintonspielerin |
| GEBURTSDATUM     | 8. Juli 1981                   |